# 天主教松蓋阿總教區
天主教松蓋阿總教區 （拉丁語：Archidioecesis Songeana）是坦桑尼亞一個羅馬天主教教省總教區，下轄七個教區。是該國六個總教區之一。
1913年11月12日設林迪宗座監牧區，1927年11月15日升為自治會院區，1969年2月6日升為教區，並易名為松蓋阿教區。1987年11月12日升為總教區。
總教區位於魯伍馬區中部，2010年有教友273,360人（佔轄區總人口51.7%）、廿七個堂區、九十九名司鐸。現任總主教為諾伯特‧姆泰加。